# Charlotte Bertie
Lady Charlotte Elizabeth Bertie (Uffington, 19 maggio 1812 – Dorset, 15 gennaio 1895) è stata una nobildonna e scrittrice inglese.

## Biografia
Era la figlia di Albemarle Bertie, IX conte di Lindsey, e della sua seconda moglie, Charlotte Susanna Elizabeth Layard. Quando aveva sei anni ha sofferto della perdita di suo padre e durante quell'anno è stata vittima di un incendio in casa, da cui è fuggita. Sua madre si risposò in seguito con il reverendo Peter Pegus, che a Charlotte non piaceva. Aveva due fratelli e sorellastre più giovani. Col tempo, sua madre iniziò lentamente a passare dall'essere una donna attiva a condurre una vita ritirata. È durante questo periodo che Charlotte ha iniziato a prendere il posto di sua madre nella gestione della casa.
Era una persona che amava stare all'aperto. Sin da quando era giovane aveva un forte interesse per la politica ed esprimeva apertamente le sue opinioni. Charlotte mostrò una grande attitudine per le lingue e la letteratura. Studiò arabo, ebraico e persiano, oltre al latino, greco, francese e italiano con l'istitutore dei suoi fratelli. Guardando la vita di Lady Charlotte è chiaro che la sua vita era molto organizzata come se fosse una persona che si alzava presto e apparentemente disprezzava la pigrizia.
Studiò canto e ballo. Alcuni membri della famiglia sono stati vittime di bullismo. Sembra che Lady Charlotte non avesse amici intimi ma era molto vicina alle sorelle O'Brien.

## Matrimoni

### Primo matrimonio
Durante la sua vita ha avuto molti pretendenti. A un certo punto Herbert Marsh era considerato un possibile pretendente. Fece amicizia con gli uomini colti del tempo, tanto che Benjamin Disraeli rimase attratto dalla sua intelligenza. Inoltre, il suo primo amore si crede fosse stato Augustus O'Brien che aveva incontrato all'età di quattordici anni. Tuttavia, questa relazione era condannata poiché sua madre era contro questa unione, arrivando addirittura a sostenere che avrebbe presto visto sua figlia in una tomba che sposata con Augustus.
Dopo il breve flirt con Disraeli, sfuggì alla sua infelice vita familiare attraverso il matrimonio, il 29 luglio 1833, con John Josiah Guest. All'età di ventun anni, si trasferì a Londra e incontrò Guest, un imprenditore di successo e il primo membro del Parlamento della città per Merthyr Tydfil, nel Galles. La coppia si trasferì in una nuova villa costruita vicino alla Dowlais Iron Company a Merthyr Tydfil. Ma sebbene fosse un deputato, estremamente ricco e di buona famiglia, egli era a un livello molto più basso rispetto alla sua aristocratica moglie, il che le causò un significativo stress sociale per alcuni anni. Nonostante le opinioni di tutti gli altri sono rimasti sposati fino alla sua morte nel 1852. Ebbero dieci figli:
- Charlotte Maria Guest (1 luglio 1834-5 giugno 1902), sposò Richard Du Cane, ebbero una figlia[5];
- Ivor Guest, I barone Wimborne (29 agosto 1835-22 febbraio 1914)[6];
- Katharine Gwladys Guest (1837-5 dicembre 1926), sposò Frederick Alderson, non ebbero figli[5];
- Thomas Merthyr Guest (18 gennaio 1838-5 novembre 1904), sposò Lady Theodora Grosvenor[5], ebbero una figlia;
- Montague John Guest (29 marzo 1839-9 novembre 1909);
- Augustus Frederick Guest (12 agosto 1840-23 maggio 1862)[5];
- Arthur Edward Guest (7 novembre 1841-17 luglio 1898), sposò Adeline Mary Chapman[5], ebbero due figli;
- Mary Enid Evelyn Guest (1843-1 novembre 1912), sposò Sir Austen Layard[7], non ebbero figli;
- Constance Rhiannon Guest (1844-22 marzo 1916), sposò Charles Eliot[5], ebbero sette figli;
- Blanche Vere Guest (1847-11 ottobre 1919), sposò Edward Ponsonby, VIII conte di Bessborough[5], ebbero sei figli.

Si interessò con entusiasmo delle attività filantropiche di suo marito a nome della comunità locale e fece costruire scuole per i loro lavoratori, oltre a creare impianti di acqua pulita per le loro case. Sostenuta dal marito, gli fece da assistente e agì come suo rappresentante per la compagnia. Traduceva documenti tecnici dal francese. Guest fu creato Baronetto nel 1838, in gran parte grazie all'ingegneria sociale di sua moglie. Il declino della salute di Guest fece sì che Charlotte impiegasse più tempo a gestire gli affari e la portò completamente dopo la sua morte nel 1852. Negoziò scioperi e crisi e si schierò con altri proprietari di fonderie, stabilizzando gli affari fino a che, nel 1855, lasciò in mano al figlio maggiore, Ivor, e al manager G.T. Clark.
Charlotte, con la sua contemporanea e amica Lady Llanover, era un mecenate delle arti del Galles. Il suo Enid era un'influenza letteraria su Tennyson e le sue teorie e fonti influenzarono artisti, poeti e scrittori europei. Ha pubblicato, promosso e tradotto i libri di The Mabinogion, con la sua edizione in singolo volume del 1877 della traduzione inglese adottata come parte della serie Everyman nel 1902. Altre edizioni furono pubblicate durante il XX secolo.

### Secondo matrimonio
Sposò, il 10 aprile 1855, Charles Schreiber, figlio del tenente colonnello James Alfred Schreiber. Schreiber era uno studioso e l'istitutore dei suoi figli,  molto più giovane di lei. Questo provocò un grande scandalo sociale e l'ha allontanata da molti dei suoi amici intimi come Lady Llanover. Con il suo sostegno politico, il suo nuovo marito divenne membro del parlamento per Cheltenham e in seguito per Poole. Trascorse molti anni viaggiando in Europa collezionando ceramiche che lasciò in eredità al Victoria and Albert Museum. Ha anche collezionato ventagli, giochi da tavolo e carte da gioco, che ha donato al British Museum.

## Carriera

### Dedizione all'educazione
Il primo movimento nazionale della classe operaia nel mondo, il cartismo, aiutò Lady Charlotte a capire che c'era bisogno di "un maggiore coinvolgimento nel lavoro pratico per la gente di Dowlais". Molte delle persone più ricche del XIX secolo hanno contribuito allo sviluppo di strutture educative e ricreative per le persone che hanno lavorato per loro. Con il sostegno di suo cugino, Henry Layard, Lady Charlotte alla fine ha concentrato i suoi sforzi nel fornire istruzione a Dowlais. Malgrado il suo sesso, un grande svantaggio a quel tempo negli affari pubblici, Lady Charlotte è riuscita a diffondere le sue idee e ad attuare molti dei suoi sviluppi educativi.
Lady Charlotte era molto impegnata nel suo lavoro e frequentava abitualmente le scuole. Inoltre, distribuiva premi e incoraggiava gli studenti. Forniva anche scuole con materiali per il cucito e organizzava l'acquisto del materiale didattico necessario. Ha sostenuto scuole a Swansea e Llandaff, oltre che a Dowlais. La scuola Dowlais è descritta come "probabilmente la più importante e la più progressiva non solo nella storia industriale del Galles meridionale, ma dell'intera Gran Bretagna durante il XIX secolo".
La sua dedizione al tentativo di migliorare l'educazione può essere vista anche nella biblioteca che è stata costruita a metà degli anni '40 e che nel 1853 divenne una biblioteca pubblica.

### Pubblicazioni
Charlotte arrivò in Galles, oltre a parlare sette lingue, imparò il gallese e lavorò con i principali studiosi della Abergavenny Welsh Society, in particolare Thomas Price e John Jones (Tegid) che l'hanno sostenuta e incoraggiata nel suo lavoro. Villemarqué ebbe inizialmente un rapporto cordiale con lei sulle fonti bretoni, ma poi plagò il suo lavoro. Tradusse diverse canzoni e poesie medievali, poi nel 1837 iniziò a scrivere il Mabinogion. John Jones (Tegid) prese in prestito una copia del manoscritto Llyfr Coch Hergest per lei dal giudice Bosanquet, che inizialmente gli aveva commissionato la trascrizione di una copia quando Tegid era un giovane studioso di Oxford. La prima storia che Charlotte tradusse dalla trascrizione di Tegid fu "The Lady of the Fountain" o "Owain", che fu ben accolta quando fu pubblicata nel 1838.
Il Mabinogion divenne la prima traduzione da pubblicare in un formato moderno. Fu pubblicato in sette volumi tra il 1838 e il 1845, con i primi volumi dedicati al materiale arturiano preferito dagli Guest. Nel 1849 l'opera fu ripubblicata in tre volumi: il I volume conteneva i Tre romanzi gallesi Owain, Peredur, Geraint ed Enid, il II volume conteneva Culhwch ac Olwen e The Dream of Rhonabwy, il III volume conteneva i Four Branches of the Mabinogi e Taliesin.
Le sette serie di volumi e i tre volumi, erano tutti bilingue, presentando il testo gallese trascritto da Tegid e la traduzione inglese di Charlotte. Includevano copiose note accademiche, principalmente in inglese, per un totale di 145 pagine in tutto. Sono stati generosamente prodotti, con illustrazioni complete e copertine in pelle lavorate con oro. Tutti i volumi sono stati pubblicati contemporaneamente a Llandovery, dalla Tonn Press e da Longmans of London.
L'edizione nel 1877 fu tradotta solo in inglese, e questa divenne l'edizione standard.

## Morte
Nei suoi ultimi anni non fu in grado di continuare il diario che aveva scritto quasi senza interruzione da quando aveva 10 anni, essendo diventata cieca. Morì il 15 gennaio 1895 a Canford Manor nel Dorset, circondata dai suoi figli e nipoti.